# 자크 프레베르
자크 프레베르(Jacques Prévert, 1900년 2월 4일 ~ 1977년 4월 11일)는 프랑스의 시인이자 영화 각본가였다. 그의 시는 프랑스어 세계, 특히 학교에서 매우 유명했고 지금도 그 명맥을 이어오고 있다. 그가 쓴 영화 가운데 몇 가지는 사상 최고의 영화 가운데 하나로 여겨지는 천국의 아이들과 더불어 매우 잘 알려져 있다. 이브 몽탕이 부른 유명한 샹송 '고엽'의 작사자이기도 하다.

## 생애
프레베르는 뉘이 쉬르 센에서 태어나 파리에서 자랐다. 1차 교육을 이수하여 Certificat d'études를 받은 뒤 그는 학교를 그만두고 파리의 주요 백화점 봉 마르셰(Le Bon Marché)에서 일했다. 1918년에 병역 요청을 받아 전쟁 이후 그는 프랑스를 위해 근동으로 보냄을 받았다.
그는 1977년 4월 11일 Omonville-la-Petite에서 폐암으로 죽었다.

## 같이 보기
- 르 몽드가 선정한 세기의 도서 100권